# Lijst van afleveringen van De TV Kantine
Dit is een lijst van afleveringen van het persiflageprogramma De TV Kantine.
| Seizoen | Aantal afleveringen | Uitgezonden                        | Verschijningsdatum dvd |  |
| ------- | ------------------- | ---------------------------------- | ---------------------- |  |
| 1       | 10                  | 20 maart 2009 – 9 mei 2009         | 6 juni 2009            |  |
| 2       | 9                   | 9 april 2010 – 29 mei 2010         | 18 juni 2010           |  |
| 3       | 10                  | 12 november 2010 – 21 januari 2011 | 2011                   |  |
| 4       | 7                   | 2 december 2011 – 14 januari 2012  | 29 maart 2012          |  |
| 5       | 9                   | 12 januari 2013 – 9 maart 2013     | 15 maart 2013          |  |
| 6       | 7                   | 11 januari 2014 – 22 februari 2014 | 6 maart 2014           |  |
| 7       | 8                   | 27 februari 2015 – 17 april 2015   | 4 mei 2015             |  |
| 8       | 8                   | 29 oktober 2016 – 17 december 2016 | 20 januari 2017        |  |
| 9       | 8                   | 20 januari 2018 – 10 maart 2018    | n.n.b.                 |  |
| 10      | 7                   | 30 maart 2019 – 11 mei 2019        | n.n.b.                 |  |
| 11      | 7                   | 27 februari 2020 – 9 april 2020    | n.n.b.                 |  |
| 12      | 7                   | 14 januari 2021 – 25 februari 2021 | n.n.b.                 |  |

## Seizoen 1
De afleveringen van seizoen 1 werden elke vrijdagavond van 20 maart 2009 t/m 1 mei 2009 om 22.00 uur uitgezonden op RTL 4; de laatste aflevering werd op zaterdag 9 mei om 21.30 uur uitgezonden in verband met de herdenking van de slachtoffers van het koninginnedagdrama.
| Nr. | Aflevering | Titel                       | Kijkcijfers       | Uitzenddatum     |  |
| --- | ---------- | --------------------------- | ----------------- | ---------------- |  |
| 1 | 1          | Het Gouden TV-idee          | 1.780.000 kijkers | 20 maart 2009    |  |
| In de TV Kantine wordt een programma opgenomen waarin drie juryleden (Angela Groothuizen, Marc Forno en Jerney Kaagman) op zoek gaan naar het gouden tv-idee voor John de Mol. Kandidaten zijn onder meer Lucille Werner, Marc-Marie Huijbregts en Ivo Niehe. Gastrollen: Angela Groothuizen en Rebecca Schouw. |            |                             |                   |                  |  |
| 2 | 2          | Sterrenslag                 | 1.527.000 kijkers | 27 maart 2009    |  |
| Sterrenslag is terug en alle BN'ers moeten hun beste prestaties uit de kast trekken. Marc Forno zorgt ervoor dat iedereen lekker opgewarmd is. Maar tijdens de spelletjes speelt zich op de set van Sterrenslag een ernstig delict af waar de divastrijd tussen Connie Breukhoven en Nicolette van Dam de oorzaak van is. Ondertussen wordt Caroline Tensen achterna gezeten door Gaston van de Nationale Postcode Loterij. Gastrollen: Caroline Tensen, Jamai Loman, Dries Roelvink en Nicolette van Dam. |            |                             |                   |                  |  |
| 3 | 3          | Vieze spelletjes            | 1.317.000 kijkers | 3 april 2009     |  |
| De nominaties voor de Gouden Televizier-Ring worden bekendgemaakt en Karl Noten blijkt genomineerd voor de beste tv-man van het jaar. Iedereen is in rep en roer en vraagt zich af wie er met de uitslag heeft gerommeld. Liesbeth List, Adje en Noten zijn de verdachten. De perikelen doen veel stof opwaaien. Peter R. De Vries brengt de oplossing. Gastrollen: Gerard Joling en Adje. |            |                             |                   |                  |  |
| 4 | 4          | Wie heeft de Cock vermoord? | 1.366.000 kijkers | 10 april 2009    |  |
| De Cock uit Baantjer is vermoord, maar onbekend is wie de dader is. Joran van der Sloot en Jeroen Pauw zijn verdachten en verwacht wordt dat Peter R. de Vries de zaak zal oplossen. Maar ook Oprah Winfrey komt op bezoek bij Pauw & Witteman. Gastrollen: Henk Krol en Marc van der Linden. |            |                             |                   |                  |  |
| 5 | 5          | Er kijkt geen hond!         | 1.359.000 kijkers | 17 april 2009    |  |
| Er wordt fraude gepleegd met de kijkcijfers van Bananasplit. Het programma van Frans Bauer heeft nooit 3 miljoen kijkers gehad en is in feite een grote flop. Ondertussen probeert Gordon samen met Kelly de koffers van Miljoenenjacht onopgemerkt te stelen, maar dat is buiten Pino gerekend. Mariska haalt een bananasplit uit met Frans Bauer, maar Bauer neemt snel wraak. Gastrollen: Gigi Ravelli en Peter Beense.                                                                                 |            |                             |                   |                  |  |
| 6 | 6          | Wip Holland Wip             | 1.109.000 kijkers | 24 april 2009    |  |
| De Amerikaanse president Barack Obama komt naar Nederland om een bezoek te brengen aan het praatprogramma Pauw & Witteman. 'De TV Kantine' is compleet in de ban van Obama. Jan Peter Balkenende maakt samen met de koningin van de Nederlandse media, Linda de Mol, een promofilm van ons hippe kikkerlandje. Kim Holland kan 'de machtigste man van de wereld' helaas niet ontmoeten omdat ze opnames heeft voor de film 'Wip Holland Wip'. Gastrollen: Kim Holland en Joop Braakhekke.                  |            |                             |                   |                  |  |
| 7 | 7          | Ja, ik wil...?              | 1.274.000 kijkers | 1 mei 2009       |  |
| Tijdens de show van Uri Geller is presentatrice Patty Brard tot over haar oren verliefd geworden op The Mask. Sterker nog, ze gaan trouwen en dat doen ze natuurlijk op spectaculaire wijze in De TV Kantine. Gastrollen: Cas Spijkers, Dirk Taat, Ger Otte, Joop van Tellingen, José Hoebee, Mary Borsato, Robert Verweij, Rudolph van Veen, Stacey Rookhuizen en Wendy van Dijk. |            |                             |                   |                  |  |
| 8 | 8          | De 10                       | 1.729.000 kijkers | 9 mei 2009       |  |
| De top tien van de TV Kantine van reeks 1. |            |                             |                   |                  |  |
| 9 | 9          | Er is er één jarig!         | 1.029.000 kijkers | 2 oktober 2009   |  |
| Speciale aflevering ter gelegenheid van het 20 jaar bestaan van RTL. Gastrollen: Willibrord Frequin, Catherine Keyl, Ria Valk en Myrna Goossen. |            |                             |                   |                  |  |
| 10 | 10         | Oudejaarsspecial 2009       | 1.101.000 kijkers | 31 december 2009 |  |
| De top tien van de TV Kantine van reeks 1. Presentatie in handen van de gepersifleerde Clairy Polak en Maarten van Rossem |            |                             |                   |                  |  |

## Seizoen 2
| Nr. | Aflevering | Titel                         | Kijkcijfers       | Uitzenddatum  |  |
| --- | ---------- | ----------------------------- | ----------------- | ------------- |  |
| 11 | 1          | Strikt Privé                  | 1.451.000 kijkers | 9 april 2010  |  |
| In de TV Kantine is een tape opgedoken met beelden van een Bekende Nederlander in zijn privé-omgeving. De tape is in handen gekomen van Evert Santegoeds. Elke aanwezige BN'er hoopt dat het niet om hem of haar gaat en er wordt druk gespeculeerd wie er wel op de band staat. BN'ers als Eric van Tijn en Tatjana Simic denken dat de tape over hun zal gaan. Gastrollen:: Patricia Paay, Matthijs van Nieuwkerk & Peter van der Vorst.                     |            |                               |                   |               |  |
| 12 | 2          | Er Moet Meer Gelachen Worden! | 1.533.000 kijkers | 16 april 2010 |  |
| John de Mol vindt dat er in elk programma meer humor moet komen. Zo wil hij NOVA opleuken met Bassie & Adriaan en komt 'Allo 'Allo weer terug op de buis. Gastrollen: Paul de Leeuw, Chantal Janzen & Frans Bauer. |            |                               |                   |               |  |
| 13 | 3          | Ik hou van Paling             | 1.540.000 kijkers | 23 april 2010 |  |
| Veel programma's scoren slecht en John de Mol vindt daarom dat alle programma's een Volendams tintje moeten hebben. Zo komt er een nieuw seizoen Gooische Vrouwen, maar de titel wordt veranderd in Volendamse Vrouwen. Er komt een nieuw seizoen Volendams Next Top Model en 'Bij ons in de P.C.' wordt veranderd in: 'Bij ons in Volendam'. Gastrollen: Anny Schilder & Bastiaan van Schaik.                                                                 |            |                               |                   |               |  |
| 14 | 4          | Alles is Oranje               | 1.279.000 kijkers | 30 april 2010 |  |
| In de wandelgangen wordt gefluisterd dat de Koninklijke familie naar het welbekende toevluchtsoord voor BN'ers komt. Iedereen vraagt zich af in welk programma de Oranjes die dag zullen opduiken. Komen ze echt of berust alles op een groot misverstand? Gastrollen: Kelly van der Veer & Patricia Paay. |            |                               |                   |               |  |
| 15 | 5          | De Grote TV Enquête           | 1.407.000 kijkers | 7 mei 2010    |  |
| De TV Kantine is in rep en roer omdat John de Mol een enquête heeft gehouden onder de kijkers. Wie is er geliefd bij de kijkers thuis en wie niet? Het staat allemaal te lezen in ‘De Grote TV Enquête’. De tv-tycoon heeft het document laten rondslingeren in ‘De TV Kantine’. Is dit per ongeluk of is er opzet in het spel? Zo wordt bijvoorbeeld ook de Britse serie Schone Schijn nagedaan. Gastrollen: Frans Bauer, Joris Linssen & Kelly van der Veer. |            |                               |                   |               |  |
| 16 | 6          | Shalali Shalala               | 1.336.000 kijkers | 14 mei 2010   |  |
| In De TV Kantine wordt beweerd dat er chaos is rond het Songfestival. Er is iets mis met Sieneke. Maar wat...? En wie moet haar vervangen in Oslo? Onder andere Columbo, Murder, She Wrote en The Nanny komen voorbij in deze aflevering. Gastrollen: Gordon, Ron Boszhard, John van den Heuvel, Albert Verlinde & Cornald Maas. |            |                               |                   |               |  |
| 17 | 7          | Aanvalluh!!!                  | 1.423.000 kijkers | 21 mei 2010   |  |
| John de Mol wil dat er programma’s verzonnen worden die wél gaan scoren tegenover al het voetbalgeweld. Welke programma's kunnen de kijkers nog boeien nu heel Nederland in de ban is van Oranje? Onder andere Look of Love (met Eric van Tijn), The Golden Girls en Absolutely Fabulous worden nagedaan. Gastrollen: Loretta Schrijver, Georgina Verbaan, Eric van Tijn, Viola Holt, Willeke Alberti, Wilfred Genee & Maik de Boer.                           |            |                               |                   |               |  |
| 18 | 8          | De hoogtepunten               | 1.675.000 kijkers | 28 mei 2010   |  |
| De leukste momenten uit Seizoen 2 van De TV Kantine. Gastrollen: Frans Bauer, Matthijs van Nieuwkerk, Joris Linssen, Paul de Leeuw, Chantal Janzen, Anny Schilder, Gordon & Ron Boszhard. |            |                               |                   |               |  |
| 19 | 9          | Achter de schermen            | 1.773.000 kijkers | 29 mei 2010   |  |
| We nemen in deze aflevering een kijkje achter de schermen bij De TV Kantine! |            |                               |                   |               |  |

## Seizoen 3
De afleveringen van seizoen 3 werden elke vrijdagavond vanaf 12 november 2010 om 22:30 uur uitgezonden op RTL 4 tussen The voice of Holland en de uitslag hiervan.
| Nr. | Aflevering | Titel                             | Kijkcijfers       | Uitzenddatum     |  |
| --- | ---------- | --------------------------------- | ----------------- | ---------------- |  |
| 20 | 1          | Vroeger Was Alles Beter           | 2.273.000 kijkers | 12 november 2010 |  |
| John de Mol roept om in De TV Kantine dat vroeger alles beter was. Daarom blikken mensen als Guus Meeuwis, Youp van 't Hek, Bonnie St. Claire, Gerard Joling, Patricia Paay, Adam Curry, André van Duin en Joke Bruijs terug naar de series The Addams Family en Batman, maar ook naar Ron's Honeymoon Quiz. Gastrollen: Arie Boomsma, Ruben Nicolai, Lieke van Lexmond & Cystine Carreon. |            |                                   |                   |                  |  |
| 21 | 2          | Jouw Programma, Mijn Programma    | 2.018.000 kijkers | 19 november 2010 |  |
| John de Mol wil van het programma Jouw vrouw, mijn vrouw, Jouw Programma, Mijn Programma maken. Zo gaat Maik de Boer, Het Weerbericht presenteren. Ook moet Ma Flodder haar huis uit omdat ze wordt vervangen door Hyacinth Bucket. Gastrollen: Tineke Schouten, Derek Ogilvie, Quinty Trustfull & Thomas Verhoef. |            |                                   |                   |                  |  |
| 22 | 3          | Deutschland ist töll              | 1.968.000 kijkers | 26 november 2010 |  |
| John de Mol wil alles in De TV Kantine in het Duits hebben. Zo komen onder andere Derrick, Allo Allo, Sissi en Heino voorbij. Gastrollen: Ellen ten Damme, Chantal Janzen, Leontine Ruiters, Wilma Nanninga & Klaas Wilting. |            |                                   |                   |                  |  |
| 23 | 4          | Oh, kom er eens kijken...         | 2.178.000 kijkers | 3 december 2010  |  |
| Sinterklaas is in het land en natuurlijk wordt dit ook in de TV Kantine gevierd. Zo vertelt Vader Abraham hoe onder andere Gerda Smit en Barbie en Jokertje bij hem als de sint op bezoek kwamen. Ook worden er films en programma's als The Silence of the Lambs en het Sinterklaasjournaal (waarvan voor de reportages delen van Alles is Liefde, Paranormal Activity en Sint (film) voorkomt) nagedaan. En het is geen Sinterklaas als het niet eindigt met een vrolijk sinterklaasliedje. Gastrollen: Tineke Schouten. |            |                                   |                   |                  |  |
| 24 | 5          | There's no budget like low budget | 2.035.000 kijkers | 10 december 2010 |  |
| De kredietcrisis is in het land en ook de grote zenderbazen krijgen het moeilijk. Ze moeten bezuinigen op hun programma's. Onder andere Dries Roelvink, Barbara Barend en Ilse DeLange worden voor het eerst nagedaan en ook Star Wars, Flikken Maastricht en Little House on the Prairie (waar ook een personage van Saw er in zit) worden gepersifleerd. Gastrollen: Arie Boomsma, Jokertje. |            |                                   |                   |                  |  |
| 25 | 6          | All you need is Kerst             | 2.138.000 kijkers | 17 december 2010 |  |
| Het is Kerstmis en dit wordt natuurlijk ook in de TV Kantine gevierd. Gerard Joling, Erwin van Lambaart, Sonja Bakker en Dries Roelvink zijn enige bekende Nederlanders die op het feest verschijnen. Ook worden Sissi en Allo Allo nog een keer gepersifleerd maar ook All you need is love en Married... with Children. Gastrollen: Barbie, Renate Verbaan, Winston Gerschtanowitz, Mari van de Ven, Chantal Janzen & Ellen ten Damme.                                                                                   |            |                                   |                   |                  |  |
| 26 | 7          | The Story So Far                  | 799.000 kijkers   | 24 december 2010 |  |
| In deze aflevering, op kerstavond, komen de hoogtepunten van de TV Kantine nog eens langs. Gastrollen: Lieke van Lexmond, Ruben Nicolai, Chantal Janzen, Wilma Nanninga, Leontine Ruiters & Mari van de Ven. |            |                                   |                   |                  |  |
| 27 | 8          | De Gooise matras                  | 2.207.000 Kijkers | 7 januari 2011   |  |
| Nederland is ingesneeuwd en daarom moet iedereen overnachten in de TV Kantine. Iedereen doet dit op eigen wijze. Zo komen bijvoorbeeld The Wizard of Oz en Sex and the City voorbij. Gastrollen: Antoinette Hertsenberg, Fiona Hering, Daphne Deckers, Sandra Schuurhof & Jeroen van der Boom. |            |                                   |                   |                  |  |
| 28 | 9          | De Laatste Ronde                  | 2.374.000 Kijkers | 14 januari 2011  |  |
| Kim Holland behandelt alle verzoekjes van de kijkers. Zo worden Goede tijden, slechte tijden en 't Schaep met de 5 pooten nagedaan. Gastrollen: Jan Kooijman & Dries Roelvink. |            |                                   |                   |                  |  |
| 29 | 10         | Kijkje achter de schermen         | 3.000.000 Kijkers | 21 januari 2011  |  |
| We krijgen in deze aflevering een kijkje achter de schermen van de TV Kantine. Carlo en Irene laten bloopers zien en vertellen onder andere over hun favoriete typetje. |            |                                   |                   |                  |  |

## Seizoen 4
| Nr. | Aflevering | Titel                   | Kijkcijfers       | Uitzenddatum     |  |
| --- | ---------- | ----------------------- | ----------------- | ---------------- |  |
| 30 | 1          | Ik haat mijn eigen show | 2.290.000 kijkers | 2 december 2011  |  |
| Angela Groothuizen en Roel van Velzen openen de aflevering met het nummer "One Thousand Broodjes". Maik de Boer haat het programma Ik kom bij je eten. In een nieuwe versie van Take Me Out haten Britt en Ymke dat ze in de jungle zitten, Raoul en Thomas haten Dit was het nieuws. Anniko van Santen haat het programma Opsporing Verzocht en Jan Slagter zijn programma MAX Geheugentrainer. Ook Patty Brard en Patricia Paay haten Diva's Draaien Door. Gastrollen: Eddy Zoëy. |            |                         |                   |                  |  |
| 31 | 2          | Net als in de film      | 2.069.000 kijkers | 9 december 2011  |  |
| John de Mol wil meer gaan investeren in films. Alle BN'ers komen met ideeën voor een nieuwe film. Bijvoorbeeld Mari van de Ven in de rol van Rambo waarin delen van het programma Gepest voorkomen, Jan de Hoop in een film over zijn leven waar alles dreigt mis te gaan, Paul Verhoeven maakt een nieuwe versie van Basic Instinct met Gerda Smit in de hoofdrol, Patty Brard en Patricia Paay in The Exorcist en deel twee van Gooische Vrouwen. Daarnaast komen Koningin Beatrix en Prinses Laurentien in de kantine voor de film The King's Speech. Ook zanger Rinus komt met een nieuw nummer. |            |                         |                   |                  |  |
| 32 | 3          | Jatwerk                 | 1.860.000 kijkers | 16 december 2011 |  |
| John de Mol wil nieuwe ideeën en de klanten van De TV Kantine hebben heel wat bedacht. Maar er is één probleem, John de Mol kent de ideeën ergens van. Zo komt in deze aflevering Ik hou van Ivo, The B-Team, Wedden dat ik het niet kan, Ping-Pong International, Dit was geen nieuws en De Mooie tegen de Lelijke voorbij. Dit alles wordt afgesloten door een lied van Marco Borsato: Treur met me mee. |            |                         |                   |                  |  |
| 33 | 4          | The Voice Of Christmas  | 2.070.000 kijkers | 23 december 2011 |  |
| Het is kerst in De TV Kantine. Guus Meeuwis zingt een liedje en Bert van der Veer is naakt. Kim Holland vertelt een kerstverhaal, gebaseerd op 'A Christmas Carol', wat er allemaal in De TV Kantine gebeurt. Verder komen de volgende programma's en series voor: Are You Being Served?, De Wereld Draait Door, Dexter en RTL Nieuws in 2031 met Eva Jinek en Jan de Hoop. Alle BN-ers van De TV Kantine zingen mee met verschillende kerstliedjes. Gastrollen: Nelleke van der Krogt, Frans Molenaar & Britt Dekker. |            |                         |                   |                  |  |
| 34 | 5          | Red mijn programma      | 2.064.000 kijkers | 6 januari 2012   |  |
| John de Mol moet de programma's gaan redden, omdat de kijkcijfers te laag zijn. Zo wordt Bonje met de buren wel goed bekeken, maar zijn er helaas geen aanmeldingen voor dat programma. Er komt een nieuw programma getiteld The Voice Greece met Sterretje als jury. Ook het programma 2 voor 12 moet gered worden. Alleen op een manier dat niet voor kinderen geschikt is. Het programma Peter R. de Vries, misdaadverslaggever moet een opvolger krijgen, omdat Peter R. de Vries zelf gaat stoppen met zijn programma. Rob Geus wordt zijn opvolger. Hij komt op Bacteriëlaan 8 waar Sophie Hilbrand woont en het lijkt erop dat er een kloon daarvan is en Guus Meeuwis sluit af met een lied. Gastrollen: Rob Geus & Sterretje. |            |                         |                   |                  |  |
| 35 | 6          | Mijn Grote Voorbeeld    | 2.136.000 kijkers | 13 januari 2012  |  |
| Veel BN-ers hebben een eigen voorbeeld aan een ander. Zo komen we erachter dat Angela Groothuizen de coach is van Rocky Balboa. Ze komen in The Battle met Roel van Velzen en zijn coach Glennis Grace. Harry Mens wordt samen met Madonna, die hij aanziet voor Corry Konings, naar een avondclub gebracht. Louis van Gaal en Johan Cruijff komen met elkaar in gesprek. John de Mol en Corry Konings komen samen in een film. Peter R. de Vries wordt als dame gekleed. Nick & Simon zitten in de trein en Zanger Rinus en Doborah doen een auditie voor Nick & Simon in de trein en Patty Brard komen twee keer voor. Gastrollen: Patty Brard.                                                                                      |            |                         |                   |                  |  |
| 36 | 7          | De hoogtepunten         | 678.000 kijkers   | 14 januari 2012  |  |
| Hoogtepunten, bloopers en de making-of van het vierde seizoen van De TV Kantine. Extra: Dit is een dubbele aflevering. |            |                         |                   |                  |  |

## Seizoen 5
Dit seizoen werd niet meer op vrijdag tussen een talentenjacht door uitgezonden, maar zelfstandig op zaterdag om 20.00 uur op RTL 4. Diezelfde avond rond 23.00 uur werd de herhaling uitgezonden.
| Nr. | Aflevering | Thema               | Kijkcijfers       | Uitzenddatum     |  |
| --- | ---------- | ------------------- | ----------------- | ---------------- |  |
| 37 | 1          | Goede voornemens    | 1.467.000 kijkers | 12 januari 2013  |  |
| In deze eerste aflevering horen we de goede voornemens van alle stamgasten. Zo neemt René van der Gijp zich voor om niet meer naar Barbie's Baby te kijken en de scriptschrijvers van Goede tijden, slechte tijden nemen zich voor om Lucas Sanders weer een onmogelijke liefde te geven. Gastrollen: Chantal Janzen. |            |                     |                   |                  |  |
| 38 | 2          | Het moet spannender | 1.689.000 kijkers | 19 januari 2013  |  |
| We zien hoe diverse tv-programma's spannender gemaakt worden, om zo de kijker vast te houden. Zo zien we o.a. hoe RTL Boulevard verandert in 'RTL Graveyard', gepresenteerd vanaf een kerkhof. De aflevering wordt aan elkaar gepraat door Pepijn Bierenbroodspot, die bekendstaat om zijn sensatiebeluste programma's. Gastrollen: Jandino Asporaat, Gordon Heuckeroth, Mari van de Ven, Thijs Willekes, Ouwehoeren, Tom Sebastian & John Beerens.                               |            |                     |                   |                  |  |
| 39 | 3          | Bizarre ambities    | 1.225.000 kijkers | 26 januari 2013  |  |
| Wat zijn de bizarre ambities van de stamgasten van De TV Kantine? Zo zien we o.a. Ali B in zijn eigen tekenfilm 'Ali de Bij' (een persiflage op Maja de Bij) en hoe alle stamgasten meedoen aan het Eurovisiesongfestival met een hertaling op het nummer Euphoria. De aflevering wordt aan elkaar gepraat door Hans Kraay jr., in de stijl van Lachen om Home Video's. Gastrollen: Catherine Keyl.                                                                               |            |                     |                   |                  |  |
| 40 | 4          | The TV Saloon       | 1.459.000 kijkers | 2 februari 2013  |  |
| De TV Kantine is voor deze aflevering omgetoverd tot The TV Saloon en staat helemaal in het teken van Country & Western. Grant & Forsyth hebben plaats genomen op de plek van Trijntje & Marco. Verder zien we Doutzen Kroes, Erica Terpstra komt terecht in Indiana Jones en René van der Gijp en Jan Boskamp delen een tentje in Brokeback Mountain. Gastrollen: Gerard Joling, Hans Klok, Thomas Berge & André jr. Hazes.                                                      |            |                     |                   |                  |  |
| 41 | 5          | Het is carnaval     | 1.551.000 kijkers | 9 februari 2013  |  |
| Het is bijna carnaval en De TV Kantine staat helemaal in het teken van het jaarlijkse verkleedpartij spektakel. In de TV Kantine zingen alle stamgasten een carnavalsmedley, zien we hoe Maarten van Rossem carnaval viert en gaat Maik de Boer op pad om de carnaval outfits te beoordelen. Gastrollen: Kim-Lian van der Meij, Arie Ribbens, Gerard Joling, Gordon Heuckeroth & Ouwehoeren.                                                                                      |            |                     |                   |                  |  |
| 42 | 6          | Er was eens...      | 1.454.000 kijkers | 16 februari 2013 |  |
| In deze uitzending van ‘De TV Kantine staan sprookjes centraal. Bekende Nederlanders transformeren tot de klassieke sprookjesfiguren. Zo zien we o.a. Peter R. de Vries als Peter R. Pan, waarbij Nance Coolen transformeert tot Tinkerbell. Trijntje Oosterhuis vraagt zich als de boze koningin uit Sneeuwwitje af wie het beste jurylid van het land is en Beau van Doornroosje probeert zijn kijkers weer wakker te krijgen. Gastrollen: Barbara Straathof & Nance Coolen.    |            |                     |                   |                  |  |
| 43 | 7          | The Love Boat       | 1.613.000 kijkers | 23 februari 2013 |  |
| In deze special staat De TV Kantine de gehele aflevering in het teken van The Love Boat, of voor deze ene keer 'De Scheid Boot'. De gasten op dit cruiseschip zijn Kim Holland, Ad Visser, Erica Terpstra, Rafael en Sylvie van der Vaart, David en Desiree uit Divorce, Michael en zijn schoonmoeder Cora, René en Natasja Froger. Deze alom bekende tv serie sloep vaart uit met alle bekende crewleden uit de serie. Gastrollen: Robert ten Brink, Humberto Tan, Monique Smit. |            |                     |                   |                  |  |
| 44 | 8          | Making-of           | 1.323.000 kijkers | 2 maart 2013     |  |
| De hoogtepunten, bloopers en de making-of van het vijfde seizoen van De TV Kantine. |            |                     |                   |                  |  |
| 45 | 9          | Hoogtepunten        | 1.453.000 kijkers | 9 maart 2013     |  |
| De leukste fragmenten van het vijfde seizoen van De TV Kantine. |            |                     |                   |                  |  |

## Seizoen 6
Het zesde seizoen werd van zaterdag 11 januari 2014 tot en met zaterdag 22 februari 2014 om 20.10 uur op RTL 4 uitgezonden. De herhaling werd diezelfde avond rond 23.10 uur uitgezonden.
| Nr. | Aflevering | Thema                  | Kijkcijfers       | Kijkcijfers herhaling | Uitzenddatum     |  |
| --- | ---------- | ---------------------- | ----------------- | --------------------- | ---------------- |  |
| 46 | 1          | Wie ben ik?            | 1.933.000 kijkers | 762.000 kijkers       | 11 januari 2014  |  |
| In deze eerste aflevering worden de vaste personages in De TV Kantine geïntroduceerd door middel van het spel Wie ben ik?. We zien een aflevering van Dr. Phil, Roy Donders: Stylist om te huilen en Show Laat. Tussendoor wordt er een reclamespot met daarin het PLUS-meisje en de AH-man getoond. Ook Frits Wester, Dominique van der Heyde en Pieter Derks komen voor. Tot slot sluiten Ramses Shaffy en Liesbeth List af met het lied Je moet eerst doodgaan. Gastrollen: Goedele Liekens. |            |                        |                   |                       |                  |  |
| 47 | 2          | Scoren                 | 1.500.000 kijkers | 986.000 kijkers       | 18 januari 2014  |  |
| In deze aflevering gaat het om scoren. NOS Studio Sport-presentator Henry Schut praat alles aan elkaar als ware het een echte voetbalwedstrijd. We zien Epke Zonderland die een gouden medaille scoorde en de AH-man die scoort samen met het PLUS-meisje in een nieuwe reclame. Daarnaast een aflevering van PowNews, De Rijdende Rechter in de stijl van De Fabeltjeskrant en Dynasty. Ook Hans Kazàn, Luuk Ikink, Sonia Pereira van Astro TV en zelfs internationale sterren zoals Robbie Williams, Robin Thicke en Miley Cyrus komen voor. Gastrollen: Roy Donders en Patricia Paay.                                                                              |            |                        |                   |                       |                  |  |
| 48 | 3          | 'Allo 'Allo! Special   | 1.598.000 kijkers | 814.000 kijkers       | 25 januari 2014  |  |
| Special die in het teken staat van de Britse comedyserie 'Allo 'Allo! en zich afspeelt in Café René. Michelle, leider van het Franse verzet, komt langs om te vertellen dat er een aantal homoseksuelen in de kast van het café zijn verstopt voor de Duitsers. Herr Flick en soldaat Helga organiseren een gay party in het café om er voor te zorgen dat de homo's uit de kast komen en zo opgepakt kunnen worden. Ook de personages René, Edith, Yvette, Mimi, Madame Fanny, Luitenant Gruber en Kapitein Bertorelli uit de tv-serie komen voor. Gastrollen: Gordon, Najib Amhali, Leontine Ruiters, Marco Borsato, Mary Borsato, Chantal Janzen en Gerard Joling. |            |                        |                   |                       |                  |  |
| 49 | 4          | Hoest met de Flodders? | 1.546.000 kijkers | 495.000 kijkers       | 1 februari 2014  |  |
| Special die in het teken staat van de klassieke comedyserie van Nederlandse bodem: Flodder. De Flodders willen terug op de buis en niet alleen met herhalingen. Het probleem is dat ze inmiddels zijn gepasseerd door veel andere figuren die net als zijzelf normen en waarden aan hun laars lappen. Om de serie weer in the picture te brengen, duiken Ma Flodder, Johnnie, dochter Kees, zoon Kees en Sjakie daarom op in programma's zoals Miljoenenjacht, Boer zoekt Vrouw en Danni Lowinski. Gastrollen: Johnny de Mol en Kees Tol. |            |                        |                   |                       |                  |  |
| 50 | 5          | Kromme Tenen TV        | 1.463.000 kijkers | 499.000 kijkers       | 8 februari 2014  |  |
| Het draait dit keer om de ergernis van de kijker wat tv-programma's betreft. Waar krijg je kromme tenen van? Er is een aflevering te zien van EenVandaag, Toen was humor gewoon niet leuk, All You Need Is Love met Mariah Carey, Geer & Goor: Zet ff een oudje te kakken, Utopia, The Wokking Dead en Scoop! Waar Ben Je? met daarin Wilma Nanninga, Evert Santegoeds, Bridget Maasland en Albert Verlinde die op zoek gaan naar spannende scoops. Ook Jan en Monique Smit komen langs in de kantine. Gastrollen: Ron Boszhard, Roy Donders, Lonny Gerungan en Ruben van der Meer.                                                                                   |            |                        |                   |                       |                  |  |
| 51 | 6          | Utopie                 | 1.411.000 kijkers | 507.000 kijkers       | 15 februari 2014 |  |
| Deze keer staat het thema 'Utopie' centraal. Patty Brard, Goedele Liekens, Linda de Mol, Jan Mulder, Gaston Starreveld, Albert Verlinde en toyboy Ruud springen onder leiding van Joop en Janine van den Ende met een parachute uit een vliegtuig. De 9 BN'ers maken hun landing op een onbewoond eiland in de stijl van The Blue Lagoon, in Utopia, in het tv-programma van Floortje Dessing, in Cafe René uit de tv-serie 'Allo 'Allo!, in een interview van Hans Kraay jr. en Louis van Gaal, tijdens een optreden van de Zangeres Zonder Naam en tijdens een toespraak van Koning Willem-Alexander. Gastrollen: Najib Amhali en Hans Kraay jr.                    |            |                        |                   |                       |                  |  |
| 52 | 7          | Hoogtepunten           | 1.413.000 kijkers | 457.000 kijkers       | 22 februari 2014 |  |
| In deze compilatie-aflevering van De TV Kantine zie je de meest hilarische momenten van het afgelopen seizoen: Roy Donders: Stylist om te huilen, Show Laat, Robin Thicke en Miley Cyrus, Dynasty, 'Allo 'Allo!, Miljoenenjacht, Dr. Phil, The Blue Lagoon, Geer & Goor: Zet ff een oudje te kakken en Ramses Shaffy en Liesbeth List met het lied Je moet eerst doodgaan. Ook worden er bloopers en niet eerder vertoonde beelden uitgezonden. |            |                        |                   |                       |                  |  |

## Seizoen 7
De TV Kantine verhuist vanaf dit seizoen naar de vrijdagavond om 20.30 uur. Op zaterdag wordt rond 23.00 uur de herhaling uitgezonden.
| Nr. | Aflevering | Titel                                      | Kijkcijfers       | Uitzenddatum     |  |
| --- | ---------- | ------------------------------------------ | ----------------- | ---------------- |  |
| 53 | 1          | Die moeten ze nadoen!                      | 1.437.000 kijkers | 27 februari 2015 |  |
| De nieuwe gasten in de Hilversumse hotspot vragen zich af wie er eens hoognodig nagedaan moet worden. Zo komen onder anderen Gordon, Chantal Janzen en Boer Geert langs. Gastrollen: Kim-Lian van der Meij, Trijntje Oosterhuis en Mari van de Ven. |            |                                            |                   |                  |  |
| 54 | 2          | De TV Kantine van Hans Klok                | 1.247.000 kijkers | 6 maart 2015     |  |
| Deze keer heeft Hans Klok het voor het zeggen. Persiflages op onder andere De Roelvinkjes, Undercover in Nederland en Divorce komen aan bod. Gastrollen: Jim Bakkum en Dirk Zeelenberg.                                                             |            |                                            |                   |                  |  |
| 55 | 3          | Frozen special: Lozen                      | 1.518.000 kijkers | 13 maart 2015    |  |
| Deze aflevering betreft een special gebaseerd op de Disney kaskraker Frozen. Naast de vaste typetjes: o.a. Linda de Mol, Martin Morero, Piet Paulusma, Koen Verweij en Eva Jinek als de ijskoningin. Gastrollen: Jan Kooijman.                      |            |                                            |                   |                  |  |
| 56 | 4          | De TV Kantine van Luuk                     | 1.209.000 kijkers | 20 maart 2015    |  |
| Deze aflevering zwaait Luuk Ikink de scepter. Persiflages op onder andere Expeditie Poolcirkel, Bobbi Eden: Dubbel D in LA en The Graham Norton Show komen aan bod. Gastrollen: Jim Bakkum en Kim-Lian van der Meij.                                |            |                                            |                   |                  |  |
| 57 | 5          | De TV Kantine van Spike                    | 1.199.000 kijkers | 27 maart 2015    |  |
| Spike van DI-RECT bepaalt deze keer wat er te zien is. Persiflages op onder andere Divorce, Shownieuws en Moordvrouw komen aan bod. Gastrollen: Nicolette Kluijver, Timor Steffens, Jim Bakkum en Dirk Zeelenberg.                                  |            |                                            |                   |                  |  |
| 58 | 6          | De TV Kantine van Gordon                   | 1.347.000 kijkers | 3 april 2015     |  |
| Deze keer heeft Gordon het voor het zeggen. Persiflages op onder andere Familie Kruys, Bizarre eters en 't Schaep Ahoy komen aan bod. Gastrollen: Dennis Weening, Fred van Leer en Marian Zuiderwijk.                                               |            |                                            |                   |                  |  |
| 59 | 7          | Bekend Nederland reageert op De TV Kantine | 1.113.000 kijkers | 10 april 2015    |  |
| Bekend Nederland krijgt de kans om te reageren op hun eigen persiflage. Wat vonden ze van de creaties van Carlo & Irene? |            |                                            |                   |                  |  |
| 60 | 8          | Compilatie De TV Kantine                   | 1.091.000 kijkers | 17 april 2015    |  |
| Compilatieaflevering. |            |                                            |                   |                  |  |

## Seizoen 8
De TV Kantine keert terug naar de zaterdagavond. Het achtste seizoen werd van 29 oktober t/m 17 december 2016 om 20.00 uur uitgezonden bij RTL 4.
| Nr. | Aflevering | Titel                                      | Kijkcijfers       | Uitzenddatum     |  |
| --- | ---------- | ------------------------------------------ | ----------------- | ---------------- |  |
| 61 | 1          | Die bakt er niks van                       | 1.058.000 kijkers | 29 oktober 2016  |  |
| Deze keer gaat het om programma's en sterren die er niets van bakken. Zo zien we Antje en Romy Monteiro in Dance Dance Dance en zijn Donald en Melania Trump te gast in Gieren met Goor. Ook onderzoekt Kees van der Spek de grootste tv-flops in Graf Zonder Faam. Gastrollen: Ferry Doedens, Chantal Janzen en Buddy Vedder.                                                                                       |            |                                            |                   |                  |  |
| 62 | 2          | Sterren Oorlog                             | 980.000 kijkers   | 5 november 2016  |  |
| Special rondom de Amerikaanse filmreeks Star Wars. Waar een ster is, is gedonder. Lord Galjaard eist dat Albert Verlinde, de Darth Vader van de Nederlandse showbizz, stopt met RTL Boulevard. Verder zien we persiflages op Maestro, Darthvader journaal, Ranking the Stars en Rad van Fortuin. Gastrollen: Jim Bakkum.                                                                                             |            |                                            |                   |                  |  |
| 63 | 3          | Het Binnenstebuiten van Sylvie Meis        | 1.067.000 kijkers | 12 november 2016 |  |
| Special rondom de Disney kaskraker Inside Out. We kijken in het hoofd van Sylvie Meis waar Jan Mulder, Wendy van Dijk, Gordon, Natasja Froger en Anniko van Santen haar emoties vertegenwoordigen. Verder zien we persiflages van Linda’s Zomerweek, Samantha en Michael enkeltje Torremolinos & The voice of Holland. Gastrollen: Chantal Janzen, Kim-Lian van der Meij en Elise Schaap.                            |            |                                            |                   |                  |  |
| 64 | 4          | Stront aan de Twitter                      | 851.000 kijkers   | 19 november 2016 |  |
| Peter R. de Vries speurt internetpesters op die via social media kritiek uiten op De TV Kantine. Hierbij krijgt hij hulp van het Amerikaanse onderzoeksteam uit Criminal Minds. Persiflages van Opsporing Verzocht, Expeditie Robinson & Oh Oh Daar Gaan We Weer passeren de revue. Gastrollen: Jim Bakkum, Frank Dane, Everon Jackson Hooi, Esmée van Kampen, Kim-Lian van der Meij, Ruben Nicolai en Elise Schaap. |            |                                            |                   |                  |  |
| 65 | 5          | Naar het witte doek                        | 1.113.000 kijkers | 26 november 2016 |  |
| De tv is ingehaald door het internet, dus vraagt Erland Galjaard aan Joop van den Ende, de Nederlandse Godfather, hoe hij meer kijkers kan trekken. Het uitzenden van films lijkt de beste remedie. Zo zien we Ciske de Rat van Fortuin, De Mol Doll, Game a vrouw bij de dokter en Homo Alone. Gastrollen: André Hazes jr., Glenn Helder, Danny de Munk, Lucille Werner en John de Wolf.                            |            |                                            |                   |                  |  |
| 66 | 6          | Ik hou van tv                              | 1.049.000 kijkers | 3 december 2016  |  |
| In deze laatste aflevering nemen de typetjes deel in Ik hou van Holland. Tijdens het verjaardagsspel passeren fragmenten van bekende tv-programma's de revue, waaronder Chantal blijft slapen, RTL Late Night en Met de deur in huis. Lee Towers verzorgt de muzikale finale. Gastrollen: Kasper van Kooten en Elise Schaap.                                                                                         |            |                                            |                   |                  |  |
| 67 | 7          | De favorieten van De TV Kantine            | 1.070.000 kijkers | 10 december 2016 |  |
| Compilatieaflevering. |            |                                            |                   |                  |  |
| 68 | 8          | Bekend Nederland reageert op De TV Kantine | 881.000 kijkers   | 17 december 2016 |  |
| Bekend Nederland krijgt de kans om te reageren op hun eigen persiflage. En de BN’ers zijn. Timor Steffens, Robèrt van Beckhoven, Ellie Lust, Dominic Seldis, Kees van der Spek, Boerin Bertie, Eva Simons en Brownie Dutch & Richard Groenendijk. En wat vonden zij van de creaties van Carlo & Irene? |            |                                            |                   |                  |  |

## Seizoen 9
Seizoen 9 wordt van 20 januari t/m 10 maart 2018 om 20.00 uur uitgezonden bij RTL 4.
| Nr. | Aflevering | Rode draad        | Kijkcijfers       | Uitzenddatum     |  |
| --- | ---------- | ----------------- | ----------------- | ---------------- |  |
| 69 | 1          | Jinek             | 1.456.000 kijkers | 20 januari 2018  |  |
| Het seizoen wordt geopend met een persiflage op de kaskraker La La Land. Eva Jinek kondigt in haar praatprogramma fragmenten aan van Mindf*ck, House of Cards, De Slimste Mens en Buch in de Bajes. Songfestivalwinnaar Salvador Sobral sluit af met een lied. Gastrollen: O'G3NE, Jelka van Houten en Buddy Vedder. |            |                   |                   |                  |  |
| 70 | 2          | Voetbal Inside    | 1.108.000 kijkers | 27 januari 2018  |  |
| De heren van Voetbal Inside kijken naar beelden van Herrie bij de AVROTROS, NOS Journaal en Stranger Things. Linda de Mol blikt terug met een fragment uit Medisch Centrum West. Zanger John de Bever eindigt het programma met een lied. Gastrollen: Wil Boszhard, Steven Brunswijk, Esmée van Kampen, Marc Klein Essink, Kasper van Kooten, Ruben van der Meer, Anna Nooshin, Luuk Ikink & Rick Brandsteder |            |                   |                   |                  |  |
| 71 | 3          | The Addams Family | 1.214.000 kijkers | 3 februari 2018  |  |
| De familie Addams vormt de basis voor deze uitzending. Morticia, Gomez, Uncle Fester en Wednesday kijken naar griezelige programma's als Het perfecte plaatje, De Luizenmoeder en Kroongetuige. Verder nemen Lil' Kleine en Ronnie Flex een track op en zien we een persiflage op Dirty Dancing. Gastrollen: Ron Boszhard, Jelka van Houten, Esmée van Kampen, Ruben Nicolai, Elise Schaap, Yolanthe Sneijder-Cabau en Maan de Steenwinkel. |            |                   |                   |                  |  |
| 72 | 4          | The Roast         | 1.169.000 kijkers | 10 februari 2018 |  |
| In deze aflevering staat The Roast centraal met roasters Peter Pannekoek, Soundos El Ahmadi, Elle Bandita en Erica Terpstra. De programma's Moltalk, Op goed geluk, The Voice Senior en De Familie Knots worden op de hak genomen. Elvis sluit af met een ode aan RTL 4. Gastrollen: Monic Hendrickx, Angela de Jong, Rogier van der Linden en Timor Steffens. |            |                   |                   |                  |  |
| 73 | 5          | Friends           | 1.159.000 kijkers | 17 februari 2018 |  |
| De vrienden uit de serie Friends ontmoeten elkaar in hun stamcafé Central Perk. Ze praten over de tv-programma's Groeten uit 19xx met De Frogers en De Rijdende Rechter. Dick Advocaat geeft een persconferentie en Patty Brard maakt haar comeback bij Luv'. Maan en Ronnie Flex zingen samen in de finale. Gastrollen: Estelle Cruijff, Ruben van der Meer, Elise Schaap, Mattie Valk en Carly Wijs. |            |                   |                   |                  |  |
| 74 | 6          | Moltalk           | 1.002.000 kijkers | 24 februari 2018 |  |
| Chris Zegers en Margriet van der Linden hebben The Voice juryleden Anouk en Ilse DeLange te gast. Verder zijn er persiflages van Mindf*ck en Frank Jansen en Rogier Smit uit Paleis voor een Prikkie. Daarnaast sluit Willem Ruis af met een lied. Gastrollen: Elise Schaap, Erik de Vogel & Ilse Warringa |            |                   |                   |                  |  |
| 75 | 7          | The Making - of   | 1.022.000 kijkers | 3 maart 2018     |  |
| Een blik op verzamelde fragmenten hoe ze dit seizoen te werk zijn gegaan. Gastrollen: |            |                   |                   |                  |  |
| 76 | 8          | Hoogtepunten      | 738.000 kijkers   | 10 maart 2018    |  |
| De laatste uitzending begint met een persiflage van de kaskraker La La Land. De Netflix serie House of Cards komt erin. De Populaire serie De Luizenmoeder. Gordon komt erin voor met Op goed geluk. Wie is de beste fotograaf?, volgens William Rutten. Ronnie Flex & Maan zingen Kreun Voor Mij. Peter Pannenkoek roast Ryanne van Dorst, Erica Terpstra & Soundos El Ahmadi. In Moltalk komen Anouk en Ilse DeLange. Lil' Kleine & Ronnie Flex maken een track. The Addams Family kijkt nooit naar RTL Late Night. Erland Galjaard neemt het op tegen Angela de Jong in De Slimste Mens. Ivo Niehe gaat naar Olcay Gulsen. En Salvador Sobral sluit het seizoen af. Gastrollen: Jelka van Houten, Rogier van der Linden, Timor Steffens, Elise Schaap, Ron Boszhard, Ilse Warringa, Yolanthe Sneijder-Cabau, Ruben Nicolai, Maan de Steenwinkel & OG3NE |            |                   |                   |                  |  |

## Seizoen 10
Seizoen 10 werd van 30 maart 2019 tot 11 april 2019 om 22.00 uur uitgezonden bij RTL 4.
| Nr. | Aflevering | Rode draad                        | Kijkcijfers       | Uitzenddatum  |  |
| --- | ---------- | --------------------------------- | ----------------- | ------------- |  |
| 77 | 1          | RTL Boulevard                     | 1.120.000 kijkers | 30 maart 2019 |  |
| Het seizoen wordt geopend met een persiflage op de band Europe. Beau van Erven Dorens en Luuk Ikink presenteren deze avond RTL Boulevard en kondigen diverse nieuwsberichten aan over de programma's Frans Bauer in China, Hier zijn de Van Rossems en De slechtste chauffeur van Nederland. Tevens schuiven er bekende aan de desk zoals Peter R. de Vries, Heleen van Royen en Nikkie Plessen. Verder wordt Erik ten Hag geïnterviewd door NOS. En Geike & Paskal Jakobsen sluiten af met een lied. Gastrollen: Patty Brard, Maik de Boer, Kim Holland, Maarten Heijmans, Elise Schaap, Ilse Warringa, Chantal Janzen & Ron Boszhard |            |                                   |                   |               |  |
| 78 | 2          | Weet Ik Veel                      | 1.053.000 kijkers | 6 april 2019  |  |
| Linda de Mol heeft in de studio van haar programma Weet Ik Veel Theo Hiddema, Thierry Baudet & het advocatenkoppel Geert-Jan en Carry Knoops. En ze hebben fragmenten van Willem Holleeder in Judas, Glennis Grace bij America's Got Talent en de oma's uit het televisieprogramma Urk!. De aflevering sluit af met een videoclip van Famke Louise, halverwege deze videoclip maakt de echte Famke haar entree in de videoclip waarna ze samen gaan zingen. Gastrollen: Maarten Heijmans, Silver Metz, Nienke Plas, Dilan Yurdakul, Marit van Bohemen, Ilse Warringa, Elise Schaap & Famke Louise                                      |            |                                   |                   |               |  |
| 79 | 3          | Heel Holland Bakt                 | 1.032.000 kijkers | 13 april 2019 |  |
| Vanavond in de tent de finale van Heel Holland Bakt met de finalisten zijn Maroeska Metz, John de Mol & Linda de Mol. Er komen fragmenten in voor van Project Rembrandt, de reclame van René Froger en RTL Late Night met Twan Huys waar Olcay Gulsen op bezoek gaat. Joris Rasenberg sluit samen met Lil' Kleine af met een lied. Gastrollen: Paul de Leeuw, Elise Schaap, Ilse Warringa, Nienke Plas, Kasper van Kooten, Lieke van Lexmond & Buddy Vedder. |            |                                   |                   |               |  |
| 80 | 4          | 6 Inside                          | 693.000 kijkers   | 20 april 2019 |  |
| Vanavond in 6 Inside zijn Caroline Tensen en Fiona Hering te gast. Er komen fragmenten van The Bold and the Beautiful, het zangkoppel Suzan & Freek, Hier zijn de Van Rossems en Frank Visser gaat naar Kees & Co. Lady Gaga en Bradley Cooper sluiten af met een lied. Gastrollen: Kaj Gorgels, Martine Sandifort, Ron Boszhard, Ilse Warringa & Elise Schaap |            |                                   |                   |               |  |
| 81 | 5          | RuPauls Drag Race (Queen-special) | 1.031.000 kijkers | 27 april 2019 |  |
| De koningin van Engeland begint met een lied. Daarna komt RuPaul's Drag Race. In de jury zitten RuPaul, Michelle Visage, Nikkie de Jager en René van der Gijp. De finalisten (dragqueens) zijn Robert ten Brink, Beau van Erven Dorens en Herman den Blijker. Er komen fragmenten in voor van Frank & Rogier die een mooie kamer maken voor Amalia in Paleis voor een Prikkie. Tevens wordt Theo Hiddema in Business Class geïnterviewd. Gastrollen: Esmée van Kampen, Alain Clark, Nikkie de Jager, Robert ten Brink, Beau van Erven Dorens, Herman den Blijker & Erik de Vogel.                                                      |            |                                   |                   |               |  |
| 82 | 6          | M                                 | 1.039.000 kijkers | 4 mei 2019    |  |
| Vanavond in M zijn Frenkie de Jong, Dick Advocaat, Piet Paulusma en Ilse DeLange te gast. Er komen Fragmenten van Urk!, Frans Bauer in China, Davina Michelle in Beste Zangers, De slechtste chauffeur van Nederland en DanceSing. Freddie Mercury sluit af met een lied. Gastrollen: Jonas Smulders, Ilse Warringa, Chantal Janzen, Elise Schaap & Buddy Vedder. |            |                                   |                   |               |  |
| 83 | 7          | Achter de Schermen                | 720.000 kijkers   | 11 mei 2019   |  |
| Carlo en Irene bespreken de hoogtepunten van het afgelopen seizoen, inclusief bloopers. |            |                                   |                   |               |  |

## Seizoen 11
Seizoen 11 werd van 27 februari 2020 tot 9 april 2020 om 20:30 uur uitgezonden bij RTL 4.
| Nr. | Aflevering | Rode draad                           | Kijkcijfers       | Uitzenddatum     |  |
| --- | ---------- | ------------------------------------ | ----------------- | ---------------- |  |
| 84 | 1          | Compilatie uit 10 jaar De TV Kantine | 577.000 kijkers   | 27 februari 2020 |  |
| Een compilatie-aflevering van de hoogtepunten van de afgelopen seizoenen. |            |                                      |                   |                  |  |
| 85 | 2          | Chateau Meiland                      | 962.000 kijkers   | 5 maart 2020     |  |
| Voordat de familie Meiland vertrekt vanuit Frankrijk, brengen diverse bekende Nederlanders waaronder John de Mol, Francis van Broekhuizen en Frank & Rogier een bezoek aan Chateau Meiland (gepersifleerd als Chateau Wijnland). Tevens wordt het programma The Masked Singer op de hak genomen. Het personage Alf (verwijzing naar seizoen 11) is hierbij de 'masked singer'. Gastrollen: Ron Boszhard, Erik de Vogel, Jeroen van der Boom, Björn de Vries, Selma van Dijk, Gallyon van Vessem, Frank Jansen, Rogier Smit, Maurice Wijnen, Annick Boer, Claire Bender, Pip Pellens en Richard Groenendijk                                                                                  |            |                                      |                   |                  |  |
| 86 | 3          | Beste Zangers                        | 1.028.000 kijkers | 12 maart 2020    |  |
| Tijdens een avond op Ibiza met diverse bekende zangers worden verschillende nummers ten gehore gebracht terwijl ze andere televisieprogramma's waaronder Sterren op het Doek bespreken. Gastrollen: Ron Boszhard, Jeroen van der Boom, Nick Stricker, Annick Boer, Martine Sandifort, Henk Schiffmacher en Chantal uit Married at First Sight |            |                                      |                   |                  |  |
| 87 | 4          | RTL Boulevard                        | 1.239.000 kijkers | 19 maart 2020    |  |
| Tijdens de uitzending van RTL Boulevard wordt het laatste nieuws besproken waaronder de gestrande relatie van André Hazes jr. en Bridget Maasland. Daarnaast komen er diverse fragmenten voorbij van onder andere TV Show, Ladies Night en Ranking the Stars met Paul de Leeuw, Martien Meiland en Ryanne van Dorst. Gastrollen: Richard Groenendijk, Annick Boer, Elise Schaap, Lieke van Lexmond en Leendert de Ridder |            |                                      |                   |                  |  |
| 88 | 5          | De Wereld Draait Door                | 1.025.000 kijkers | 26 maart 2020    |  |
| Eerst maakt de 'masked singer' in het pak van Alf zich bekend: het is Ron Boszhard. De laatste aflevering van De Wereld Draait Door staat centraal. Aan tafel bij Matthijs van Nieuwkerk zit zijn trouwe tafelheer Marc-Marie Huijbregts en een aantal prominente gasten (Sonja Barend, Angela de Jong, Splinter Chabot en Herman Pleij). Er komen fragmenten voorbij van Maestro en RuPaul's Drag Race (met o.a. Fred van Leer, Rick Brandsteder, Jan Versteegh en Tim Douwsma) en Nienke Plas zoekt Connie Witteman op. Gastrollen: Ron Boszhard, Maarten Heijmans, Ilse Warringa, Buddy Vedder, Alain Clark, Fred van Leer, Rick Brandsteder, Jan Versteegh, Tim Douwsma en Elise Schaap |            |                                      |                   |                  |  |
| 89 | 6          | Eurovisiesongfestival                | 962.000 kijkers   | 2 april 2020     |  |
| Oud-deelnemers van het Eurovisiesongfestival zijn te gast bij Op1 met Erik Dijkstra en Willemijn Veenhoven. The Common Linnets, Anouk, Lenny Kuhr, Marga Bult, Duncan Laurence en presentatrice Chantal Janzen zitten aan tafel. Verder zijn er fragmenten van Ranking the Stars, De Bauers in Argentinië en de Spaanse serie Vis a vis. Gastrollen: Annick Boer, Elise Schaap, Ilse Warringa, Maarten Heijmans, Gerard Ekdom, Nicolette Kluijver en Getty Kaspers |            |                                      |                   |                  |  |
| 90 | 7          | Making-of                            | 816.000 kijkers   | 9 april 2020     |  |
| De hoogtepunten, bloopers en de making-of van het elfde seizoen van De TV Kantine. |            |                                      |                   |                  |  |

## Seizoen 12
Seizoen 12 werd van 14 januari 2021 tot en met 25 februari 2021 om 20:30 uur uitgezonden bij RTL 4.
| Nr. | Aflevering | Rode draad            | Kijkcijfers       | Uitzenddatum     |  |
| --- | ---------- | --------------------- | ----------------- | ---------------- |  |
| 91 | 1          | Koningshuis           | 1.241.000 kijkers | 14 januari 2021  |  |
| Het Koningshuis wil net met vakantie gaan als televisiepresentator Ivo Niehe verschijnt. Niet veel later komen ook Tim Hofman met zijn programma #BOOS en Robert ten Brink met All You Need Is Love ten tonele. De aflevering sluit af met een speciaal nummer om de echte Fred van Leer en Patricia Paay een hart onder de riem te steken. Gastrollen: Najib Amhali, Valentijn Benard, Glennis Grace, Frits Huffnagel, Fred van Leer, Patricia Paay, Elise Schaap en Ricardo Ras (winnaar De Casting Kantine) |            |                       |                   |                  |  |
| 92 | 2          | First Dates           | 1.071.000 kijkers | 21 januari 2021  |  |
| Maitre Sergio ontvangt in deze speciale editie van First Dates bekende Nederlanders. Zo schuiven Nicolette van Dam en haar man Bas Smit aan en hebben Famke Louise en Diederik Gommers een date. Naast hen komen ook John de Mol, Linda de Mol, Anouk, Rogier Smit, Fred van Leer, Jort Kelder en Fidan Ekiz langs voor een date. Tevens komen er fragmenten voorbij van Bob en Roos in het televisieprogramma Kopen zonder kijken en van Miljuschka Witzenhausen haar tvshow. Emma Heesters sluit de aflevering af met haar videoclip. Gastrollen: Soundos El Ahmadi, Valentijn Benard, Annick Boer, Everon Jackson Hooi, Elise Schaap en Björn de Vries |            |                       |                   |                  |  |
| 93 | 3          | Oh, wat een jaar!     | 912.000 kijkers   | 28 januari 2021  |  |
| In het televisieprogramma Oh, wat een jaar! van Chantal Janzen strijden Hugo de Jonge, Irma Sluis, René van der Gijp en Beau van Erven Dorens voor vaccinaties. Er komen onder andere fragmenten voor bij van Het perfecte plaatje met Janny van der Heijden, Bibi Breijman en Stefano Keizers en van het televisieprogramma Wie van de Drie met Wendy van Dijk, Martien Meiland, Britt Dekker, Najib Amhali en Ryanne van Dorst. Daarnaast is een videoclip van Rolf Sanchez te zien. Gastrollen: Cynthia Abma, Valentijn Benard, Maarten Heijmans, Elise Schaap, Buddy Vedder en Björn de Vries |            |                       |                   |                  |  |
| 94 | 4          | De Slimste Mens       | 1.096.000 kijkers | 4 februari 2021  |  |
| De finale van De Slimste Mens wordt gespeeld onder leiding van presentator Philip Freriks en jurylid Maarten van Rossem. De finalisten Rob Kemps, Emma Wortelboer en Francis van Broekhuizen gaan de strijd met elkaar aan. Tevens komen oud kandidaten Bram Krikke en Doutzen Kroes voorbij en kijken de finalisten naar fragmenten van televisieseries als The Crown Undercover en The Queen's Gambit. Tevens komen programma's als Married at First Sight en RTL Boulevard met Nikkie Plessen en Marieke Elsinga aanbod. Gastrollen: Valentijn Benard, Francis van Broekhuizen, Hinda Ferjani (deelnemer van De Casting Kantine), Maarten Heijmans, Pim van Hövell (deelnemer van De Casting Kantine), Marielle Jongmans, Nikkie Plessen, Elise Schaap, Wouter Vermeer en Erik de Vogel |            |                       |                   |                  |  |
| 95 | 5          | TV Kantine Miljonairs | 844.000 kijkers   | 11 februari 2021 |  |
| Robert ten Brink ontvangt in zijn programma TV Kantine Miljonairs diverse BN'ers waaronder Nicolette van Dam, Tooske Ragas, Dick Advocaat en Barry Hay die aan de hand van verschillende vragen te beantwoorden proberen 1 miljoen euro te winnen. Er komen fragmenten voorbij van de film Death Becomes Her en van de videoclip van Brotherhood of Man. Tevens komt het programma Moltalk voorbij met presentatoren Rop Verheijen en Marlijn Weerdenburg en hun gasten Marije Knevel, Splinter Chabot en Lange Frans. Gastrollen: Valentijn Benard, Chantal Janzen, Soy Kroon, Elise Schaap, Jan Smit, Ricardo Ras (winnaar De Casting Kantine), Edsilia Rombley, Buddy Vedder en Ilse Warringa                                                                                           |            |                       |                   |                  |  |
| 96 | 6          | Jinek & Beau          | 818.000 kijkers   | 18 februari 2021 |  |
| Presentatoren Eva Jinek en Beau van Erven Dorens presenteren voor het eerst gezamenlijk de talkshow. Ze ontvangen diverse gasten waaronder Gaby Blaaser, Lilianne Ploumen, Marije Knevel en Sven Kockelmann. Daarnaast komen er fragmenten voorbij van hoe John de Mol de rechten van Marble Mania kreeg en wordt Margriet van der Linden geknipt in het programma De geknipte gast van Özcan Akyol. Tevens zingt Ad Visser een nummer onder leiding van Orgel Joke. Gastrollen: Valentijn Benard, Annick Boer, Maarten Heijmans, Joke Meijer, Elise Schaap, Ad Visser en Ilse Warringa |            |                       |                   |                  |  |
| 97 | 7          | Making-of             | 712.000           | 25 februari 2021 |  |
| De hoogtepunten, bloopers en de making-of van het twaalfde seizoen van De TV Kantine. |            |                       |                   |                  |  |